# Buckhurst Hill
Buckhurst Hill – miasto w Anglii, w hrabstwie Essex, w dystrykcie Epping Forest. Leży 33 km na południowy zachód od miasta Chelmsford i 18 km na północny wschód od Londynu. W 2001 miasto liczyło 10 738 mieszkańców.